# Empogona africana
Empogona africana là một loài thực vật có hoa trong họ Thiến thảo. Loài này được (Sim) Tosh & Robbr. mô tả khoa học đầu tiên năm 2009.